# Liste des attentats islamistes meurtriers au Danemark
Pour un article plus général, voir Liste des attentats islamistes meurtriers en Europe.
 (signalé en juin 2025).
Si vous disposez d'ouvrages ou d'articles de référence ou si vous connaissez des sites web de qualité traitant du thème abordé ici, merci de compléter l'article en donnant les références utiles à sa vérifiabilité et en les liant à la section « Notes et références ».
- Archive Wikiwix
- Bing
- Cairn
- DuckDuckGo
- E. Universalis
- Gallica
- Google
- G. Books
- G. News
- G. Scholar
- Persée
- Qwant
- (zh) Baidu
- (ru) Yandex
- (wd) trouver des œuvres sur Wikidata

Cette page recense la liste des attentats islamistes qui ont eu lieu au Danemark et qui ont fait au moins 1 mort.

## Années 2010-2019
| Date                               | Ville      | Lieu(x)                                       | Nombre de morts | Organisation terroriste | Victimes                                          | Article détaillé         |  |
| ---------------------------------- | ---------- | --------------------------------------------- | --------------- | ----------------------- | ------------------------------------------------- | ------------------------ |  |
| 14 février 2015 et 15 février 2015 | Copenhague | Krudttønden et Grande synagogue de Copenhague | 2               | État islamique          | - Finn Nørgaard, réalisateur - Dan Uzan, un civil | Fusillades de Copenhague |  |
| Total                              | Total      | Total                                         | 2               |                         |                                                   |                          |  |